# Sint-Stefanuskerk (Walhorn)

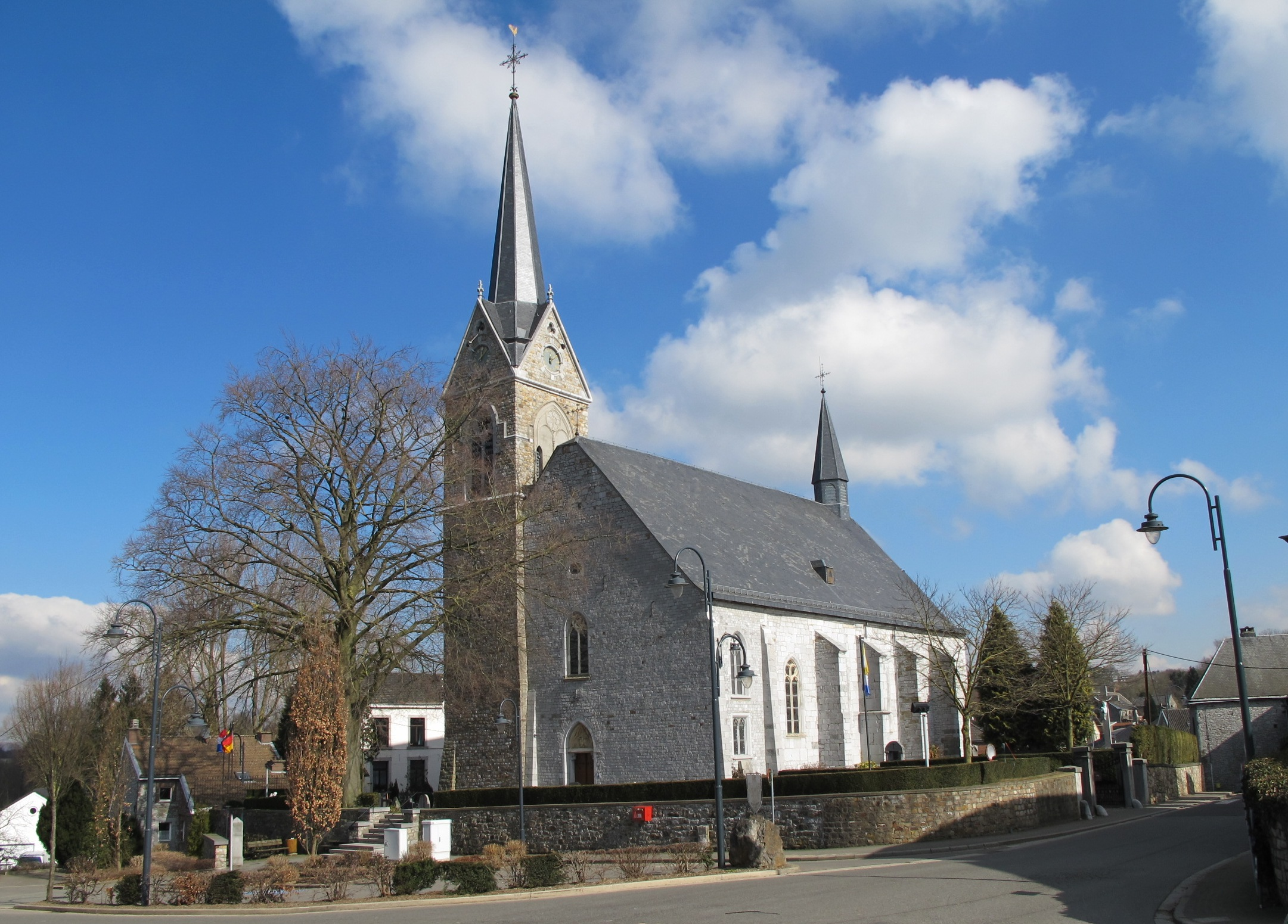
Sint-Stefanuskerk

De Sint-Stefanuskerk (Sankt Stephanuskirche) is de parochiekerk van de tot de Belgische gemeente Lontzen behorende plaats Walhorn, gelegen aan de Dorfstraße.

## Geschiedenis
De uit breuksteen opgetrokken kerk bestaat uit een in oorsprong romaanse toren (12e eeuw), een 15e-eeuws gotisch schip en een koor met driezijdige afsluiting van 1391. De zijbeuken werden 1724-1725 toegevoegd en in 1769 werd een sacristie achter de kerk gebouwd. In 1868 werd de kerk gerestaureerd door Hugo Schneider, en van 1880-1883 werd de toren, met name de bovenste geleding, gereconstrueerd door L. Palm. Het neogotisch kerkmeubilair werd van 1870-1880 naar ontwerp van Hugo Schneider vervaardigd.

## Interieur
Het neogotisch hoofdaltaar werd in 1873 vervaardigd door Jean Lange. Het is geplaatst op een stenen tafel uit 1504, met daarop grisailles van Jean Lange. Een ander altaar is van 1624, uitgevoerd in marmer. Gérard Breurer vervaardigde in 1871 het aan Onze-Lieve-Vrouw gewijde noordelijke zijaltaar. Het zuidelijke zijaltaar is van dezelfde kunstenaar en toont een Sint-Anna te Drieën. Breuer ontwierp ook de biechtstoelen, de preekstoel en dergelijke. Het orgel is van 1859 en werd vervaardigd door de firma Müller.
Uit 1700 stamt een fraai gedetailleerde grafzerk van Nicolas Wilhelm Beckers, die heer van Walhorn was. Het nabijgelegen kerkhof bezit diverse grafkruisen, het oudste is van 1587. Buiten de kerk bevindt zich ook een bijzonder gotisch muurtabernakeltje, van 1502, voorzien van twee maskers.